# 大阪福島朝鮮初級学校
大阪福島朝鮮初級学校（おおさかふくしまちょうせんしょきゅうがっこう、오사까 후꾸시마조선초급학교）は、大阪府大阪市西淀川区にあった朝鮮学校。学校法人大阪朝鮮学園が運営していた。
日本の小学校および幼稚園に相当する教育を実施しているが、学校教育法における非一条校であるため各種学校扱いである。大阪市西淀川区・淀川区・福島区・此花区を中心にした地域に在住する在日朝鮮人・在日韓国人、および同国にルーツをもつ帰化児童の教育をおこなっている。低学年、および幼稚園相当の幼稚班の児童には、スクールバスでの送迎も実施している。
2023年に城北朝鮮初級学校、北大阪朝鮮初中級学校との3校統合により廃校になった。

## 沿革
太平洋戦争の終戦に伴い、1946年前後には朝鮮人児童を対象にした国語講習所が、西淀川区佃・千舟・姫島・中島、此花区伝法・梅香など各地に開設された。
国語教習所を母体にする形で、1947年2月25日には朝聯私立西淀川小学校が西淀川区千舟に開設された。また1948年7月には福島朝鮮初等学院が、福島区新家町（現在の福島区吉野5丁目・大阪市立新家保育所付近）に開設されている。福島朝鮮初等学院は1949年3月1日付で朝聯私立福島朝鮮小学校と改称し、西淀川区姫島・佃・野里にも分校を設置した。
しかし朝鮮学校閉鎖令の影響で、福島小学校は1949年10月、西淀川小学校は1950年1月にそれぞれ閉鎖された。大阪市立大開小学校（福島区）に民族学級を設置したのち、1952年9月1日に福島朝鮮小学校として元の福島区新家町で再開した。再開した福島朝鮮小学校では、西淀川地域在住の児童も受け入れた。
1970年には幼稚班（幼稚園）を併設し、1971年9月には西淀川区姫島の現在地に移転している。1993年には現在の校名・大阪福島朝鮮初級学校へと改称している。

## 交通
- 福駅（阪神なんば線）東へ約650m。
- 姫島駅（阪神本線）西へ約1.1km。
- 大阪シティバス 西淀中学校前バス停。